# Ellipteroides (Ellipteroides) schmidi
Ellipteroides (Ellipteroides) schmidi is een tweevleugelige uit de familie steltmuggen (Limoniidae). De soort komt voor in het Oriëntaals gebied.